# 旭川 (秋田県)
旭川（あさひかわ）は、秋田県秋田市を流れる雄物川水系旧雄物川支流の一級河川である。

## 地理
秋田市北東部の太平山塊にある旭岳・赤倉岳・馬場目岳などの西側山腹に源を発し、旭又沢・赤倉沢などを集めて旭川となる。中流域から下流域にかけて秋田市の市街地を流れ、茨島地区で秋田運河（旧雄物川）に合流する。

## 歴史

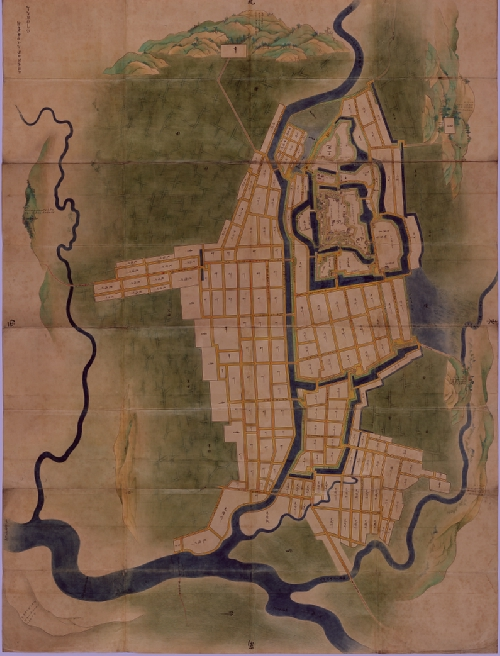
流路変更後の旭川

古来、流域の村落に由来して「仁別川」「添川」「泉川」「保戸野川」などと呼ばれていた。現在は神明山（久保田城址）の北部から西部へと流れているが、築城以前には神明山東部を流れて低湿地帯を形成していた時期もあり、現在の地名または旧地名で言うところの手形・楢山字長沼・広面字赤沼など水に纏わる地名の由来になったとされている。
慶長9年（1604年）に神明山へ久保田城が築城された際、それまで神明山の直下を流れていた仁別川を西側へ掘り換え、一部残された旧流路とともに西側外堀とした。そのため城下では「堀川」とも呼ばれ、また新流路を「新川」、旧流路を「古川」と呼ぶこともあった。現在の千秋明徳町の西部一角が1966年（昭和41年）まで「古川堀反町」といったのは、古川を改修した堀に沿う町であることによる。更に南に隣接する中通一・三・五丁目の一部（旧町名でいう上長町・中長町・下長町）は、江戸時代初期の絵図に「古川町」と書かれており、古川を埋め立てて造られた町であることを示している。
「旭川」の名は、雅名を求めていた久保田藩士たちの意を受け九代藩主佐竹義和が菅江真澄に命じて名付けさせたもので、源流の旭岳に因んでいる。その後も複数の呼称が併用されたが、明治になって「旭川」を正式名称としたため定着した。

## 治水
農業用水・飲料水としても盛んに利用され、「那波家の水汲み場」が大町三丁目に今も残る。1911年（明治44年）に藤倉水源地が完成して以降は川水を直接飲料水とすることはなくなったが、水源地はあくまでも旭川から取水しており、1973年（昭和48年）に取水停止されるまで秋田市の重要な水源であった。
しかし同時に度々洪水を起こす「暴れ川」としても知られており、市街地では土手が高く積み上げられた。土手は昭和20年代に道路拡幅のためほぼすべて削り取られたが、1972年（昭和47年）に旭川治水ダムが完成したことにより現在では水害は起こらなくなっている。
保戸野川反橋たもとの「鷹の松」と保戸野新橋たもとの「鑑の松」が立つ土累は、かつての土手の高さをそのままに残しているとされる。
令和5年7月14日からの梅雨前線による大雨でも、旭川治水ダムで竣工以来初となる緊急放流を実施したが、旭川の氾濫は起こらなかった。ただし近隣地区で内水氾濫が発生したほか、旭川沿いの県道で歩道が崩落した。

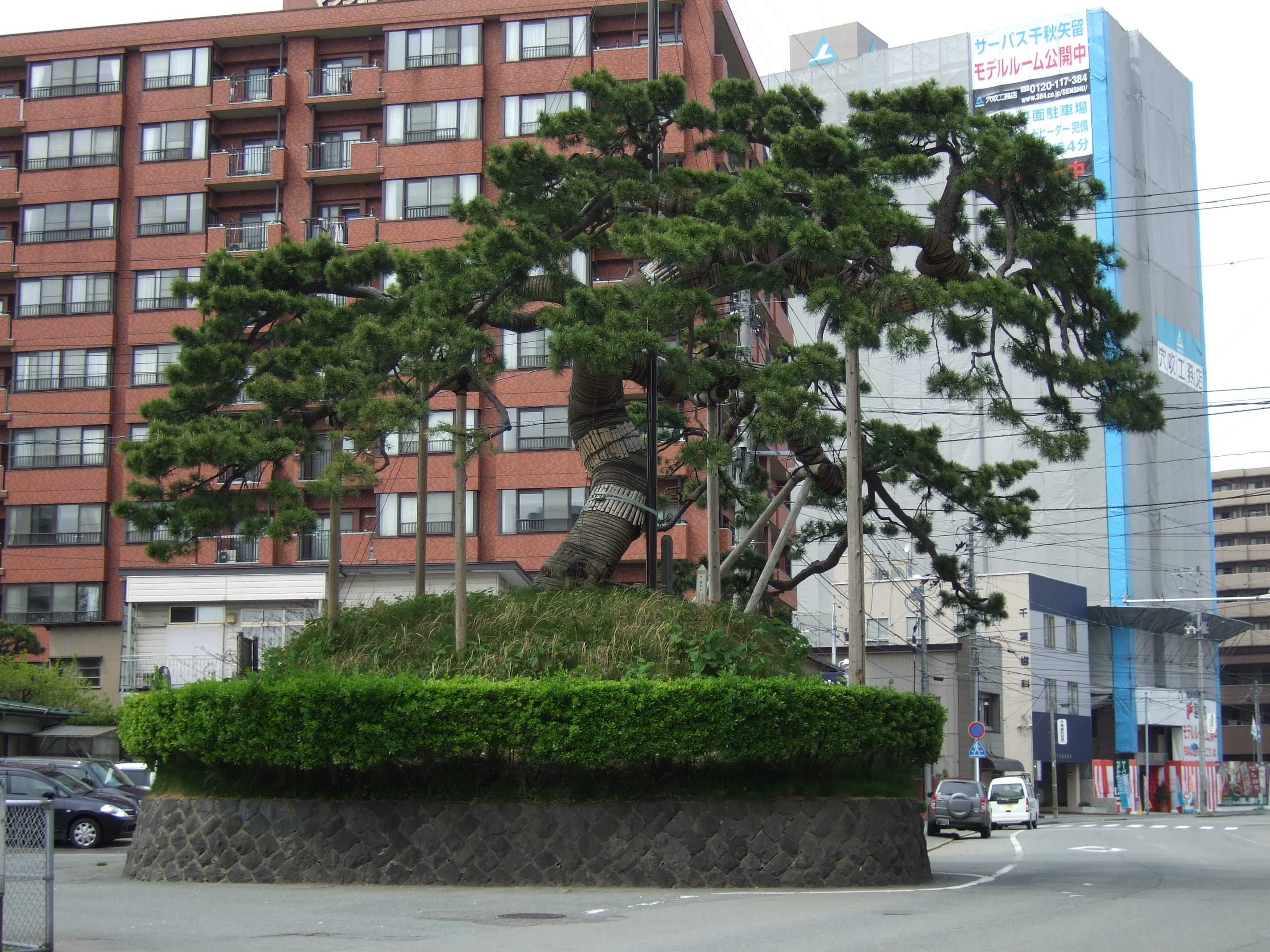
鷹の松
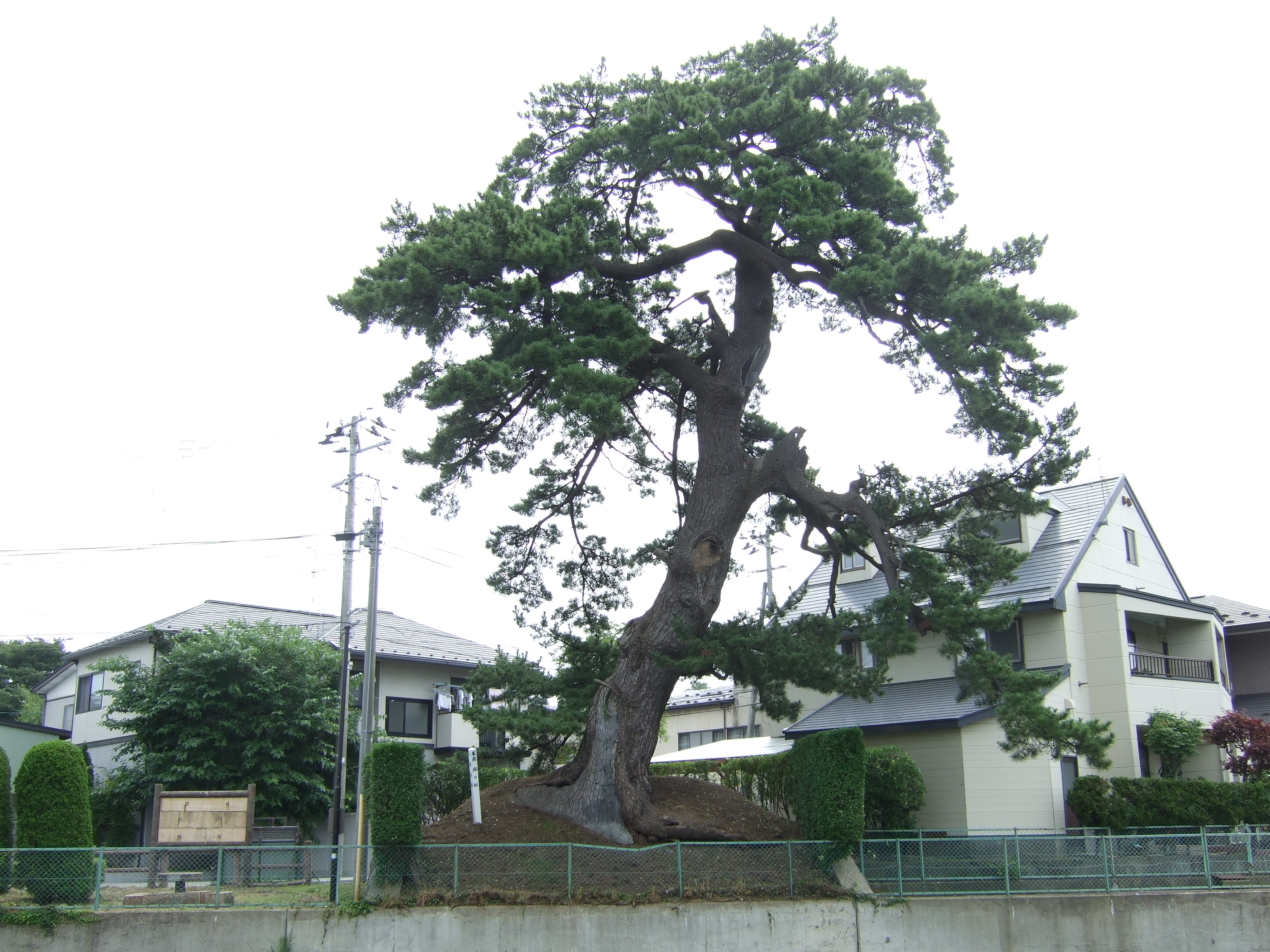
鑑の松

## 流域の自治体
秋田県
秋田市

## 支流
下流より記載
- 太平川
- 仁別沢
- 砥沢
- 大杉沢
- 軽井沢
- 小荒沢
- 大荒沢
- 旭又沢・赤倉沢 - 合流点から下流が旭川と呼ばれる

## 橋梁
下流より記載

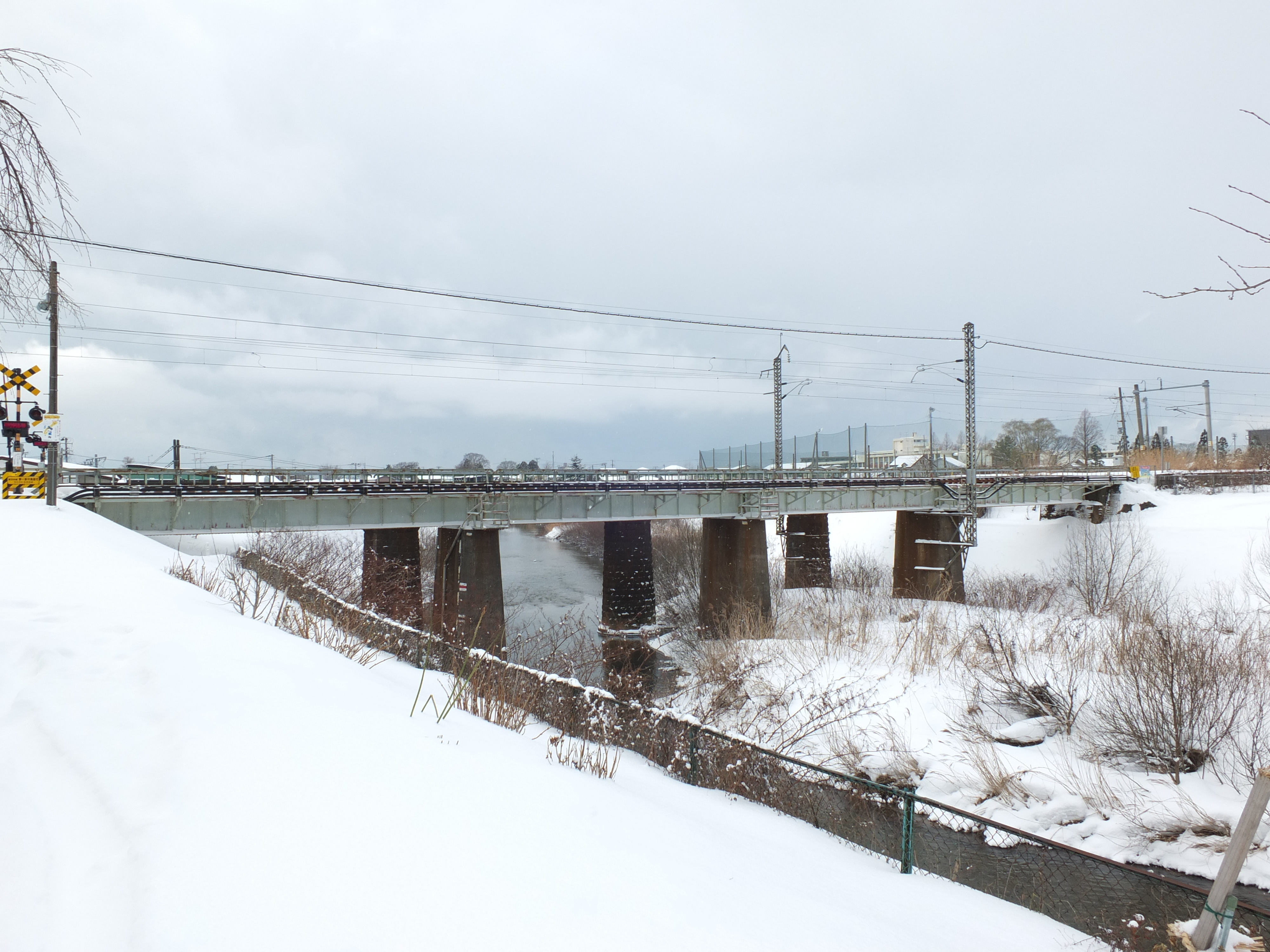
奥羽本線旭川橋梁

- 新川橋（秋田運河に架かる橋だが、旭川筋の橋として扱われることが多い）
- 新旭橋（国道13号）
- 旭橋（秋田県道56号秋田天王線）
- 川口橋
- 刈穂橋（馬口労町通り、旧羽州街道）
- 下新橋
- 五丁目橋（横町通り）
- 四丁目橋
- 三丁目橋（すずらん通り）
- 二丁目橋（秋田県道26号秋田停車場線、山王大通り）
- 大町公園橋（旧称「幸橋」）
- 一丁目橋
- 通町橋（秋田県道233号土崎港秋田線）
- 保戸野川反橋
- 鷹匠橋（千秋トンネル通り）
- 保戸野新橋
- 新中島橋
- 旭川橋梁（奥羽本線、通称「中島鉄橋」）
- 旭川橋
- 新藤田橋
- 濁川橋（都市計画道路横山金足線）
- 添川橋（秋田県道15号秋田八郎潟線）
- 添川高架橋（秋田自動車道）
- 湯沢橋
- 一号橋（秋田県道401号雄和仁別自転車道線）[4]
- 三本松橋（秋田中央広域農道）
- 松原橋（秋田県道15号秋田八郎潟線）
- 藤倉橋（秋田県道15号秋田八郎潟線）
- 山内橋
- 水源地跡地入口橋[5]
- （藤倉水源地）
- 洞門の橋（秋田県道401号雄和仁別自転車道線）
- 長橋（秋田県道401号雄和仁別自転車道線）
- 堂ノ下橋
- 仁別一号橋[6]
- （旭川治水ダム）

## 流域の観光地
- 仁別国民の森（仁別森林博物館・仁別温泉）
- 藤倉水源地
- 久保田城（千秋公園）
- 川反

## 地名としての旭川
1889年（明治22年）4月1日、町村制施行に伴い、旭川の名を持つ以下の村が発足した。
- 下旭川村 ← 手形村、保戸野村、泉村
- 上旭川村 ← 新藤田村、濁川村、添川村、山内村、仁別村
- 外旭川村 ← 水口村、神田村、八柳村、笹岡村

下旭川村・上旭川村は1892年（明治25年）8月1日に合併して旭川村となり、1933年（昭和8年）3月14日に秋田市へ編入された。その際、町村制以前の村名は大字として残されたが、下旭川・上旭川・旭川の名はいったん消滅した。1980年（昭和55年）4月1日、大字新藤田を中心とした地域に住居表示が実施され、「旭川」を冠する町名を持つ地区が新たに設置された。
外旭川村は1954年（昭和29年）10月1日に秋田市へ編入された。「外旭川」を大字として現在も存在し、また1997年（平成9年）10月1日、一部に住居表示が実施され「外旭川」を冠する町名を持つ地区が設置された。

### 町名の変遷
| 実施後                                        | 実施年月日     | 実施前（各字名ともその一部） |
| --------------------------------------------- | -------------- | ---------------------------- |
| 旭川清澄町 あさひかわきよすみまち             | 昭和55年4月1日 | 新藤田字上川原               |
| 旭川清澄町 あさひかわきよすみまち             | 昭和55年4月1日 | 新藤田字三十刈               |
| 旭川清澄町 あさひかわきよすみまち             | 昭和55年4月1日 | 濁川字草刈場                 |
| 旭川新藤田西町 あさひかわしんとうだにしまち   | 昭和55年4月1日 | 新藤田字上川原               |
| 旭川新藤田西町 あさひかわしんとうだにしまち   | 昭和55年4月1日 | 新藤田字三十刈               |
| 旭川新藤田西町 あさひかわしんとうだにしまち   | 昭和55年4月1日 | 新藤田字机田                 |
| 旭川新藤田西町 あさひかわしんとうだにしまち   | 昭和55年4月1日 | 濁川字草刈場                 |
| 旭川新藤田東町 あさひかわしんとうだひがしまち | 昭和55年4月1日 | 新藤田字大所                 |
| 旭川新藤田東町 あさひかわしんとうだひがしまち | 昭和55年4月1日 | 新藤田字三十刈               |
| 旭川新藤田東町 あさひかわしんとうだひがしまち | 昭和55年4月1日 | 新藤田字机田                 |
| 旭川新藤田東町 あさひかわしんとうだひがしまち | 昭和55年4月1日 | 新藤田字高梨台               |
| 旭川南町 あさひかわみなみまち                 | 昭和55年4月1日 | 新藤田字大所                 |
| 旭川南町 あさひかわみなみまち                 | 昭和55年4月1日 | 新藤田字儘ノ下               |
| 旭川南町 あさひかわみなみまち                 | 昭和55年4月1日 | 手形字扇田                   |
| 旭川南町 あさひかわみなみまち                 | 昭和55年4月1日 | 手形字上川原                 |